# Alan Splet
Alan Splet, né le 31 décembre 1939 et mort le 2 décembre 1994, est un mixeur et monteur son connu pour ses collaborations avec le réalisateur David Lynch sur les films Eraserhead, The Elephant Man, Dune et Blue Velvet.
En 1980, il remporte un Oscar pour son travail sur le film The Black Stallion. Il est absent à la cérémonie des Oscars et est l'objet de plusieurs blagues de l'animateur Johnny Carson tout le long de l'émission. Il est ensuite nommé pour l'Oscar du meilleur mixage de son pour Un homme parmi les loups . En 1995, le syndicat Motion Picture Sound Editors lui rend hommage à titre posthume avec un Lifetime Achievement Award.
Splet a été marié à la créatrice d'effets sonores Ann Kroeber, et a travaillé avec elle sur la plupart de ses projets de 1979 jusqu'à sa mort en 1994.

## Filmographie sélective
| Année | Titre                                  | Réalisateur       | Remarques                                               |
| ----- | -------------------------------------- | ----------------- | ------------------------------------------------------- |
| 1970  | Six Figures Getting Sick               | David Lynch       | court métrage                                           |
| 1977  | Eraserhead                             | David Lynch       |                                                         |
| 1978  | Les Moissons du ciel                   | Terrence Malick   | effets sonores supplémentaires                          |
| 1979  | L'Étalon noir                          | Carroll Ballard   | Prix de l'Académie des réalisations spéciales           |
| 1980  | Elephant Man                           | David Lynch       |                                                         |
| 1983  | Un homme parmi les loups               | Carroll Ballard   | Nomination aux Oscars                                   |
| 1984  | Dune                                   | David Lynch       |                                                         |
| 1986  | Blue Velvet                            | David Lynch       |                                                         |
| 1986  | Mosquito Coast                         | Peter Weir        |                                                         |
| 1988  | L'Insoutenable Légèreté de l'être      | Philip Kaufman    |                                                         |
| 1988  | Le Plus Escroc des deux                | Frank Oz          |                                                         |
| 1989  | L'Étranger du froid                    | Ted Kotcheff      |                                                         |
| 1989  | Week-end chez Bernie                   | Ted Kotcheff      |                                                         |
| 1989  | Le Cercle des poètes disparus          | Peter Weir        |                                                         |
| 1990  | Aux sources du Nil                     | Bob Rafelson      |                                                         |
| 1990  | Henry et June                          | Philip Kaufman    |                                                         |
| 1991  | Panique chez les Crandell              | Stephen Herek     |                                                         |
| 1991  | En liberté dans les champs du seigneur | Hector Babenco    |                                                         |
| 1992  | Wind                                   | Carroll Ballard   |                                                         |
| 1993  | Soleil levant                          | Philip Kaufman    |                                                         |
| 1996  | Le Patient anglais                     | Anthony Minghella | décédé pendant la production, remplacé par Walter Murch |